# II Liceum Ogólnokształcące im. Andrzeja Frycza Modrzewskiego w Rybniku
II Liceum Ogólnokształcące im. Andrzeja Frycza Modrzewskiego w Rybniku – publiczna szkoła ponadpodstawowa założona w 1935 roku.

## Kalendarium
- 1932 – zatwierdzono projekt budowy szkoły
- 1935 – otwarcie szkoły pod szyldem Powszechnej Szkoły Publicznej nr 5 im. marszałka Józefa Piłsudskiego
- 1938 – w budynku szkoły stacjonowali żołnierze oczekujący na rozkaz rozpoczęcia operacji militarnej na terenie czechosłowackiego Zaolzia
- 1939-1941 – niemiecka szkoła
- 1941-1945 – budynek stał się siedzibą szpitala wojennego (uczniowie pobierali naukę w prywatnych domach)
- 15 kwietnia 1945 – wznowienie zajęć dydaktycznych w języku polskim (z powodu uszkodzenia budynku w wyniku działań wojennych, zajęcia przez pewien czas odbywały się w zastępczych budynkach)
- 1 września 1948 r. – utworzono Szkołę Ogólnokształcącą Żeńską Stopnia Podstawowego i Licealnego (młodzież kształcono w systemie jedenastoletnim)
- 1 września 1953 r. – rozpoczęło działalność Państwowe Liceum Pedagogiczne (pedagogów kształcono do 1961 roku)
- 1961 – szkole nadano imię Hanki Sawickiej
- 1963 – liceum stało się koedukacyjne
- 1974 – powołano Liceum dla Pracujących (obecnie Liceum dla Dorosłych) i Zasadniczą Szkołę Zawodową
- 1981 – do szkoły tymczasowo przeniesione część klas z I LO im. Powstańców Śląskich (budynek na ul. Kościuszki ucierpiał w wyniku pożaru)
- 1996 – zniesiono patronat Hanki Sawickiej
- 27 grudnia 1999 – na wniosek nauczycieli, rodziców i uczniów szkole nadano imię Andrzeja Frycza Modrzewskiego[1][2][3]

## Upamiętnienie Józefa Piłsudskiego
10 listopada 2000 r. w II LO im. Frycza-Modrzewskiego odsłonięto tablicę upamiętniającą postać marszałka Józefa Piłsudskiego. Umieszczono na niej inskrypcję: „w fundamentach tej szkoły – pomnika, wspólnego dzieła organizacji niepodległościowych, społeczności Ziemi Rybnickiej oraz żołnierzy 75 Pułku Piechoty Wojska Polskiego znajduje się kamień węgielny, poświęcony i wmurowany w 1936 roku dla upamiętnienia nadania Powszechnej Szkole Publicznej imienia Marszałka Józefa Piłsudskiego, twórcy niepodległej II Rzeczypospolitej”. Odsłonięcia tablicy dokonali uczeń szkoły w latach 1936–1939 Joachim Płaczko oraz wiceprzewodnicząca Rady Miasta Rybnika Maria Smółka.
Odsłoniętą 11 listopada 2000 r. tablicę wieńczy płaskorzeźba z popiersiem marszałka Piłsudskiego, wykonaną w pracowni Rodlew z Rybnika, według projektu B. Leśniowskiej we współpracy z Marią Budną-Malczewską. Wykonano ją i umieszczono w budynku szkoły staraniem Stowarzyszenia Organizacji Niepodległościowych w Rybniku, które współtworzyły oddziały terenowe Związku Piłsudczyków, Związku Sybiraków, Światowego Związku Żołnierzy Armii Krajowej, Rodziny Katyńskiej oraz Związku Więźniów Politycznych Okresu Stalinowskiego.

## Dyrektorzy
- mgr Antoni Jarosz (1947–1974)
- mgr Mieczysław Kula (1974–1984)
- mgr Tadeusz Otremba (1984–2002)
- mgr Maria Malinowska (2002–2022)[5]
- mgr Ewelina Maj (od 2022)

## Znani absolwenci
- Jan Olbrycht – europoseł
- Bolesław Piecha – były wiceminister zdrowia
- Magdalena Ogórek – była kandydatka na prezydenta RP[6]
- Łukasz Kohut – europoseł [7]